# Чуньхуа
Чуньхуа́ (кит. упр. 淳化, пиньинь Chúnhuà) — уезд городского округа Сяньян провинции Шэньси (КНР). В качестве названия уезда был взят девиз правления императора, в царствование которого он был создан.

## История
В царстве Цинь в 350 году до н. э. был создан уезд Юньян (云阳县). При империи Западная Хань был создан ещё и уезд Юньлин (云陵县), но при империи Восточная Хань он был расформирован.
В эпоху Троецарствия эти земли оказались в составе царства Вэй, уезд Юньян был присоединён к уезду Чиян (池阳县).
При империи Северная Вэй в 487 году северная часть уезда Чиян была выделена в уезд Юньян. При империи Тан в 627 году уезд Юньян был переименован в Чиян, но в 634 году ему было возвращено название Юньян.
При империи Сун на 4-м году правления под девизом «Чуньхуа» (993 год по современному летоисчислению) из уезда Юньян был выделен уезд, получивший в честь девиза правления название Чуньхуа.
В 1950 году был создан Специальный район Сяньян (咸阳专区), и уезд вошёл в его состав. В 1953 году Специальный район Сяньян был расформирован, и уезд перешёл в состав Специального района Баоцзи (宝鸡专区). В 1956 году Специальный район Баоцзи также был расформирован, и уезд стал подчиняться напрямую властям провинции. В 1958 году уезды Гаолин, Цзинъян и Чуньхуа были присоединены к уезду Саньюань.
В 1961 году Специальный район Сяньян был воссоздан, и восстановленный в прежних границах уезд вновь вошёл в его состав. В 1969 году Специальный район Сяньян был переименован в округ Сяньян (咸阳地区).
В сентябре 1983 года постановлением Госсовета КНР были расформированы округ Сяньян и город Сяньян, и образован городской округ Сяньян.

## Административное деление
Уезд делится на 1 уличный комитет и 7 посёлков.